# Karl Ove Knausgård
Karl Ove Knausgård (ur. 6 grudnia 1968 w Oslo) – norweski pisarz, znany z cyklu powieści autobiograficznych pt. Moja walka.

## Twórczość
Knausgård zadebiutował w 1998 r. powieścią Ute av verden (W świat), za którą otrzymał Norwegian Critics Prize for Literature. Była to pierwsza w historii nagroda za debiut. Jego druga powieść En tid for alt (Jest czas na wszystko) z 2004 r. została nominowana do Nagrody Literackiej Rady Nordyckiej oraz do Dublin Literary Award. Nauczycielem Knausgarda był noblista Jon Fosse.
Dzięki serii autobiograficznych powieści Min kamp (Moja walka), wydawanej od 2009 r. do 2011 r. stał się powszechnie znanym pisarzem w Norwegii. Pojawiły się jednak pewne kontrowersje spowodowane tytułem książki, który jest  taki sam jak autobiografii Hitlera Mein Kampf oraz ujawnianiem przez Knausgårda informacji z prywatnego życia przyjaciół i rodziny. Książki okazały się największym fenomenem wydawniczym w  historii Norwegii. Sześciotomowa seria sprzedała się w ponad 450.000 egzemplarzy i jest obecnie przetłumaczona na kilkadziesiąt języków, m.in.: angielski, niemiecki, polski i włoski.

Jeżeli już porównywać, to język Knausgarda w zestawieniu z rozbuchaną frazą Prousta jest zimny jak woda w fiordach, przezroczysty jak sopel lodu i jasny jak wieczne śniegi. Frazę tworzącego w Szwecji norweskiego pisarza można zaś porównać do mebli z Ikei – prostota, funkcjonalizm, brak ozdobników, łatwość montażu

## Życie prywatne
W młodości mieszkał na wyspie Tromøy w gminie Arendal i w Kristiansand. Studiował historię sztuki i literaturoznawstwo na Uniwersytecie w Bergen. Knausgård mieszka w Österlen (Szwecja). Pisarz rozwiódł się z żoną Lindą Boström w 2016 roku.

## Nominacje i nagrody
- 1998 Norwegian Critics Prize for Literature
- 2004 Nordic Council's Literature Prize - nominacja
- 2009 Brage Prize
- 2009 NRK P2 Listeners' Prize
- 2010 Book of the Year Prize in Morgenbladet
- 2015 Welt-Literaturpreis